# 美國陸軍第7步兵師
第7步兵師(英語：7th Infantry Division)是美國陸軍的師級單位，但只有保留師部對其下轄單位進行行政管理，沒有作戰指揮權。
第7步兵師在太平洋戰爭以及韓戰中扮演重要角色。

## 歷史

### 第一次世界大戰
第7步兵師成立於1917年12月6日，它隨即成為美國遠征軍的一部分，前往歐洲投入第一次世界大戰。

### 第二次世界大戰
1942年，第7步兵師正式更名為第7機動化師(7th Motorized Division)，準備前往北非。1943年1月1日，它放棄摩托化裝備，再次被改為第7步兵師，前往太平洋戰場。
1943年5月11日，美國陸軍第7步兵師登陸在阿拉斯加被日軍佔領的阿圖島，史稱阿圖島戰役。。

### 韓戰
日本投降後，該師移防韓國，接受日軍在韓國的投降。戰後，第7步兵師在韓國和日本擔任占領軍，並在1950年投入韓戰，參加了仁川登陸、長津湖戰役、石峴洞北山戰鬥等作戰。從1953年到1971年，第7步兵師在第38軍的指揮下負責保衛了南北韓非軍事區。

### 1971年後
1989年，第7步兵師參加了美國入侵巴拿馬的正義之師行動。
1992年洛杉磯暴動，第7步兵師派出士兵支援洛杉磯警察局和加州陸軍國民警衛隊維持秩序。
冷戰結束後，於1994年解編。1999年重啟師部，以訓練陸軍國民警衛隊，直到2006年8月中止。
2012年10月再次重啟師部，主要任務是為管理路易斯·麥克喬德聯合基地的數個旅級單位。

## 單位
由第7步兵師進行行政管理的單位有:
- 第7步兵師第1史崔克旅級戰鬥隊
- 第7步兵師第2史崔克旅級戰鬥隊
- 第7步兵師第81史崔克旅級戰鬥隊
- 第2步兵師師屬砲兵（英语：2nd Infantry Division Artillery (United States)）
- 第555工兵旅（英语：555th Engineer Brigade (United States)）
- 第17野戰砲兵旅（英语：17th Field Artillery Brigade (United States)）
- 第201遠征軍事情報旅（英语：201st Expeditionary Military Intelligence Brigade）
- 第16戰鬥航空旅